# Eging am See
Eging am See é um município da Alemanha, situado no distrito de Passau, no estado da Baviera. Tem 23,67 km² de área, e sua população em 2019 foi estimada em 4.275 habitantes.